# 퍼니셔 (2004년 영화)
《퍼니셔》(The Punisher)는 2004년 개봉한 미국의 슈퍼히어로 액션 영화로, 마블 코믹스의 퍼니셔를 주인공으로 한 작품이다. 조너선 헨즐리 감독이 연출했고, 토머스 제인이 주인공 퍼니셔를 연기했다. 존 트래볼타, 윌 패튼, 로이 샤이더, 로라 해링, 벤 포스터, 리베카 로메인이 조역으로 출연한다. 영화 내용은 퍼니셔 코믹스 "이어 원"과 "웰컴 백, 프랭크"에서 주로 차용했다.
속편이 제작될 예정이었으나 무산되고 감독과 배우들을 교체한 리부트 작품 《퍼니셔 2》가 2008년 개봉했다.

## 줄거리
한밤중의 플로리다 탬파 만. 화물 컨테이너 지대에 미키와 바비가 도착한다. 이 둘은 '오토 크리그'라는 사내로부터 무기를 거래하기 위해 왔다. 크리그와 다른 마피아들이 모여들었을 때, 잠복해 있던 FBI가 습격한다. 바비와 크리그를 비롯한 몇몇이 사살되고, 미키는 체포된다.
그러나 크리그의 시신은 앰뷸런스로 이송된 뒤 벌떡 일어난다. 크리그는 사실 베테랑 FBI 요원 프랭크 캐슬이 암거래자들을 붙잡기 위해 변장한 것이었다. 그리고 그것은 프랭크의 은퇴 직전 마지막 임무였다. 프랭크는 동료 요원들의 성대한 은퇴식을 즐기고 퇴근한다. 그 와중에, 사망한 사람 중 바비가 거물 사업가 하워드 세인트의 아들로 밝혀진다.
아들의 죽음에 분노한 하워드 세인트는 미키를 보석으로 석방시키고 자신의 앞에 데려온다. 미키를 협박하여 오토 크리그라는 이름을 듣고, 그것이 은퇴한 프랭크 캐슬이라는 것을 밝혀낸다. 바비의 장례식에서 하워드의 아내 리비아는 아들의 원수인 프랭크와 그의 일가족을 전부 몰살할 것을 부하들에게 명령한다.
가족에게 돌아간 프랭크는 푸에르토리코에서 자기 아버지와 다른 친척들과 모여 파티를 벌이고 있었다. 그때 세인트 일가에서 보낸 킬러들이 파티장을 습격한다. 그들은 프랭크의 친척들을 무참하게 죽인다. 프랭크는 아버지와 함께 총을 들고 저항했지만 아버지는 결국 죽는다. 프랭크의 아내와 아들은 차를 타고 도망쳐 부둣가까지 가지만, 킬러들이 뒤를 쫓아 차로 치어 버린다. 프랭크가 오토바이를 타고 그들을 쫓아갔지만 도착했을 때는 아내와 아들의 처참한 시체만이 남아 있었다. 킬러들은 마지막으로 프랭크를 총으로 쏘아 쓰러뜨리고는, 둑에 놓고 불을 지른다. 프랭크는 폭발의 충격으로 바다에 빠진다. 프랭크가 죽었다고 생각한 킬러들은 자리를 떠났지만, 프랭크는 바다에 떠밀려 해안가에서 주민의 도움으로 구출된다. 몸을 회복한 후 프랭크는 죽은 아들이 선물해준 해골무늬 티셔츠를 입고 복수를 다짐한다.
캐슬 일가의 학살 사건은 마피아의 공작임이 명백히 알려졌지만, 세인트 일가의 위세 때문에 경찰은 그들을 체포하지 않는다. 플로리다로 되돌아온 프랭크는 경찰청장 앞에서 이를 추궁했고, 프랭크가 살아 돌아왔음이 뉴스를 통해 알려진다. 프랭크는 한 허름한 공동주택에 거처를 마련한 뒤, 미키를 납치한다. 미키는 세인트 일가의 부림을 당하고 있었는데, 프랭크는 그를 고문하여 자신에게 협력하게 한다. 미키는 세인트 일가의 생활 패턴과 비밀들을 알려준다. 한편 프랭크는 공동주택의 이웃들이었던 조앤, 데이브, 범포와 어색하게나마 친분을 쌓게 된다.
세인트 일가는 토로 형제라는 카지노 오너와 거래하며 부정한 돈을 세탁하는 식으로 부를 축적하고 있었다. 프랭크는 돈세탁이 이루어지는 세인트의 건물에 잠입하여, 세탁중이던 돈을 조금 챙긴 뒤 거리에 마구잡이로 뿌린다. 그리고 세인트 회사의 직원들을 쏘아 죽인다. 세인트 일가는 프랭크를 죽이기 위해 킬러를 파견한다.
처음으로 찾아 온 킬러는 해리 헥이라는 자였다. 그는 프랭크가 운전중일 때 습격했지만, 프랭크는 차를 미리 방탄으로 개조한 덕분에 공격을 피했다. 해리 헥은 차를 전복시켰고, 프랭크는 탈출하여 그의 목에 칼을 꽂는다.
해리 헥이 죽자 세인트 일가는 러시안을 보낸다. 러시안은 프랭크가 집에 있을 때 쳐들어 와서, 집을 쑥대밭으로 만들고 프랭크를 궁지에 몰아넣었다. 프랭크는 죽을 지경에 갔지만 러시안의 얼굴에 기름을 쏟은 뒤 난간에서 추락시킨다. 러시안을 죽이는 데는 성공했지만, 프랭크도 기절했다. 이웃 조앤이 프랭크를 치료해준다. 그때 러시안의 일처리를 확인하기 위해 세인트의 수행원들이 공동주택에 들이닥쳤고, 조앤과 프랭크가 숨은 사이에 데이브와 범포가 수행원들을 상대한다. 프랭크의 행방을 모른다고 잡아떼는 데이브를, 하워드의 오른팔 퀜틴 글래스가 피어싱을 잡아 뜯어 얼굴을 망가뜨린다. 그러나 데이브는 끝까지 입을 열지 않았고 글래스는 진짜로 모른다고 판단하여 되돌아간다. 프랭크는 이웃들에게 고마워 하며 데이브를 병원으로 보낸다.
프랭크는 세인트 일가의 내분을 기획하였다. 미키에게서 얻은 정보를 바탕으로 조사한 끝에 글래스가 동성애자임을 알아내었고, 아우팅을 빌미로 협박하여 호텔에 가게 한다. 그리고 미키를 통해 하워드 세인트가 글래스와 아내 리비아가 불륜 관계임을 의심케 한다. 뒷공작 끝에 하워드는 분노하여 글래스와 리비아를 둘 다 직접 죽여버린다.
프랭크는 마침내 세인트 일가와의 결전을 준비하여 세인트 일가의 회사에 잠입한다. 하워드 세인트 또한 미리 킬러들을 잔뜩 고용해둔다. 프랭크는 샴페인으로 위장한 폭탄을 터뜨려 킬러들을 건물을 폭발시킨다. 그리고 하워드의 다른 아들이었던 존에게 지뢰를 장착해 폭사시킨다. 건물 밖으로 빠져나와 달아나는 하워드를 총으로 쏘아 쓰러뜨린 프랭크는, 글래스와 리비아의 사진을 보여주며 하워드가 자기 손으로 아내와 친구를 죽였음을 인식시키고 아들 존 또한 죽었음을 알린다. 프랭크는 그의 차 뒤편에 하워드의 다리를 묶고 불을 지른다. 그리고 차를 주차장으로 출발시킨다. 하워드는 폭발하는 차와 함께 죽었고, 주차장에 해골 모양으로 불이 번진다.
복수를 마친 프랭크는 총구를 턱에 겨누고 자살을 기도했으나 아내와의 추억을 떠올리고 그만두게 된다. 주택에 남아 있던 조앤에게 작별인사를 한 뒤 약간의 돈을 남겨두고 길을 떠난다. 프랭크는 법이 처단하지 못하는 자들을 징벌하며 살아가기로 결심하고 자신을 퍼니셔로 선언한다.

## 출연
- 토머스 제인 - 프랭크 캐슬 / 퍼니셔
- 존 트래볼타 - 하워드 세인트
- 윌 패튼 - 퀜틴 글래스
- 로이 샤이더 - 프랭크 캐슬 시니어
- 로라 해링 - 리비아 세인트
- 벤 포스터 - 데이브
- 리베카 로메인 - 조앤
- 존 피넷 - 범포
- 서맨사 매시스 - 마리아 캐슬
- 마커스 존스 - 윌 캐슬
- 러셀 앤드루스 - 지미 위크스 요원
- 제임스 카피넬로 - 로버트 "보비" 세인트 / 존 세인트
- 에디 제미슨 - 미키 듀카
- 에두아르도 바녜스 - 마이크 토로
- 오마 아빌라 - 조 토로
- 케빈 내시 - 러시안
- 마크 콜리 - 해리 헥
- 베릴 존스 - 캔들라리아
- 톰 노위키 - 링컨
- 행크 스톤 - 커터